# Mollavazlı
Mollavazlı är en ort i Azerbajdzjan.   Den ligger i distriktet Saatlı Rayonu, i den centrala delen av landet, 140 km väster om huvudstaden Baku. Antalet invånare är 1 602.
Terrängen runt Mollavazlı är mycket platt. Runt Mollavazlı är det ganska tätbefolkat, med 72 invånare per kvadratkilometer.. Närmaste större samhälle är Saatlı, 3,3 km nordost om Mollavazlı.
Trakten runt Mollavazlı består till största delen av jordbruksmark.